# Bubblegum Crisis Tokyo 2040
Bubblegum Crisis Tokyo 2040 (jap. バブルガムクライシスＴＯＫＹＯ2040, Baburugamu Kuraishisu Tokyo 2040) ist eine Anime-Fernsehserie von 1998 und eine Neuumsetzung der OVA-Reihe Bubblegum Crisis. Sie wurde in mehrere Sprachen übersetzt und ist in das Genre Cyberpunk einzuordnen.

## Inhalt
Durch ein starkes Erdbeben wurde Tokio 2033 schwer zerstört und findet sich bald unter der weitgehenden Kontrolle des Unternehmens Genom, das mit seinen Robotern den Wiederaufbau geprägt hat. Nun schützt der Konzern mit seiner Technik zwar die Stadt vor weiteren Erdbeben, hat aber auch die Energieressourcen und Kommunikation der Stadt in seiner Hand. Doch die von Genom entwickelten Boomer, menschenähnliche Roboter, geraten immer wieder außer Kontrolle. Gegen diese gefährlichen Boomer, aber auch gegen Genom selbst, kämpfen die Knight Sabers. Dieser geheimnisvollen Gruppe von Frauen in elektronischen Kampfanzügen, „hardsuits“, will auch Linna Yamazaki beitreten, als sie nach Tokio zieht. Nachdem sie durch Zufall Priss Asagiri, eine der Sabers, auf der Straße trifft und als solche erkennt, forscht sie ihr nach und wird bald auch in die Gruppe aufgenommen.

## Produktion und Veröffentlichung
Das Studio AIC hatte die Übernahme von Artmic und Youmex 1997 auch die Rechte an Bubblegum Crisis übernommen und produzierte in Zusammenarbeit mit dem USA-Vertrieb ADV Films die 26-teilige Fernsehserie. Bei einer Beteiligung von etwa 50 % der Produktionskosten erhielt ADV die weltweiten DVD-Vertriebsrechte. Da der Charakterdesigner der alten Serie, Sonoda Kenichi, aber ein Mitspracherecht bei der Produktion einforderte, wurde das alte Design verworfen und von Masaki Yamada ein gänzlich neues entwickelt. Die Charaktere, grundlegende Elemente der Handlung und Settings wurden übernommen. Regie führte Hiroki Hayashi und für die Drehbücher wurden Chiaki J. Konaka und Sadayuki Murai verpflichtet. Für die künstlerische Leitung war Shigemi Ikeda verantwortlich. 
Vom 8. Oktober 1998 bis zum 31. März 1999 wurde der Anime von TV Tokyo in Japan ausgestrahlt. In den USA wurde die Fernsehserie und ab 1999 von ADV Films auf sechs DVDs veröffentlicht. Es folgte eine Ausstrahlung der englischen Fassung durch Encore Action und The Anime Network sowie einer spanischen bzw. portugiesischen Übersetzung bei Locomotion und weitere Sender Lateinamerikas. GMA Network schließlich strahlte den Anime auf Tagalog auf den Philippinen aus. 
2002 wurde eine zweite Staffel der Serie mit dem Titel Bubblegum Crisis Tokyo 2041 angekündigt, das Projekt wurde dann aber nicht weiter verfolgt.

### Synchronsprecher
| Rolle            | Japanische Stimme                        |
| ---------------- | ---------------------------------------- |
| Silia Stingray   | Satsuki Yukino                           |
| Prisilla Asagiri | Yū Asakawa (spricht), Akira Sudō (singt) |
| Linna Yamazaki   | Rio Natsuki                              |
| Nene Romanova    | Hiroko Konishi                           |
| Leon McNichol    | Kiyoyuki Yanada                          |
| Daley Wong       | Yūji Ueda                                |
| Brian J. Mason   | Jōji Nakata                              |
| Ellen            | Kyōko Hikami                             |
| Masaki           | Rio Natsuki                              |
| Misae            | Yuki Masuda                              |
| Silias Mutter    | Misa Watanabe                            |
| Galatea          | Yui Horie                                |

### Musik
Die Musik der Serie komponierte Koichi Korenaga. Der Vorspann wurde mit dem Lied Y'know unterlegt, für den Abspann verwendete man Waiting for You, beide von Akira Sudō. 

## Rezeption
In der Animerica wird gelobt, dass die Serie sich stärker den einzelnen Charakteren zuwendet. Die Auseinandersetzungen mit den Boomers seien auch stets unterschiedlich gestaltet und würden nicht eintönig. Die Musik sei fast ebenso gut wie die der OVA, die Qualität der Animation lasse jedoch zu wünschen übrig. Patrick Drazen nach ist das Aussehen von Silia Stingray beeinflusst von der Figur Rei Ayanami aus Neon Genesis Evangelion. Das Design der Kampfanzüge verbinde seiner Ansicht Schutz- und Waffenfunktion mit weiblichen Attributen wie den spitzen Absätzen. Damit schlage es eine Brücke zwischen den üblichen Erwartungen an Frauen und ihrem ungewohnt starkem Auftreten in der Serie. In der Anime Encyclopedia wird das neue Design der Anzüge, mit Stöckelschuhen und viel Latex, als erniedrigend bezeichnet. Mit der stärker auf Sex orientierten Handlung und dem sehr den 1990er Jahren entsprechendem Drum-and-Bass-Soundtrack gerate die Serie schnell in Vergessenheit.
Die deutsche Fanzeitschrift Funime schreibt von einer insgesamt relativ gelungenen Neufassung des Stoffes in eine durchgehende Handlung über die ganze Serie, auch wenn die Geschichte in den ersten Folgen noch „ziemlich dahinplätschert“. Die Veränderungen beim Aussehen und Eigenschaften der Charaktere mache den inhaltlichen Zugang schwerer. Die Zeichnungen und auch die Musik aber seien einfacher und deutlich weniger innovativ als bei der alten OVA. Für die AnimaniA stellt sich die Serie, trotz geringer Erwartungen wegen des neuen Charakterdesigns und des einfachen Soundtracks, als sehenswerte Neuverfilmung dar, der es gelingt eigenständig neben dem Original zu stehen. Die Animationen seien hervorragend, die Geschichte spannend und flüssig erzählt und die Charaktere trotz der Änderungen sympathisch und liebenswert in Szene gesetzt. Laut beiden Kritiken seien einige der Änderungen zum Original sogar zum Vorteil der Serie.